# Bitwarden
Bitwarden is een gratis en opensource-wachtwoordbeheerder die gevoelige informatie zoals inloggegevens, notities en TOTP-tokens organiseert en opslaat in een versleutelde kluis. Het Bitwarden-platform biedt een verscheidenheid aan toepassingen, waaronder een webinterface, desktoptoepassingen, browserextensies, mobiele apps en een command-line-interface. Bitwarden kan door gebruikers en organisaties zelf gehost en beheerd worden, maar is ook als cloud-dienst beschikbaar. Deze dienst kan gratis worden gebruikt, maar voor geavanceerde functionaliteit vraagt Bitwarden een jaarlijkse vergoeding.

## Geschiedenis
Bitwarden debuteerde in augustus 2016 met een eerste release van mobiele applicaties voor iOS en Android, browserextensies voor Chrome en Opera, en een webinterface. De browserextensie voor Firefox werd gelanceerd in februari 2017. In januari 2018 werd de browserextensie beschikbaar voor Apple's Safari- browser via de Safari Extensions Gallery.
In februari 2018 debuteerde Bitwarden als een desktopapplicatie voor macOS, Linux en Windows. Deze applicatie is een vorm van de webapplicatie die werkt met Electron. De Windows-app werd een maand later uitgebracht samen met de browserextensie voor Microsoft Edge in de Microsoft Store.
In maart 2018 werd de webkluis van Bitwarden bekritiseerd voor het insluiten van JavaScript-code van BootstrapCDN, Braintree, Google en Stripe. Deze ingesloten scripts zijn een aanvalsvector om ongeautoriseerde toegang te krijgen tot de wachtwoorden van Bitwarden-gebruikers, omdat Bitwarden geen directe controle heeft over de inhoud van deze scripts. Deze scripts van derden zijn verwijderd als onderdeel van de Bitwarden 2.0 Web Vault-update, uitgebracht in juli 2018.

## Eigenschappen
Het opensource platform biedt de volgende mogelijkheden en/of functionaliteiten:
- Biometrische ontgrendeling
- Cloud-synchronisatie
- Itemtypes zoals logins, beveiligde notities, creditcards en identiteiten
- End-to-end-encryptie van de opgeslagen kluisgegevens
- Wachtwoordgeschiedenis
- Veilig delen van kluisitems met andere Bitwarden-gebruikers
- Automatisch invullen van inloggegevens in websites en andere applicaties
- Wachtwoordgenerator
- Testtool voor wachtwoordsterkte
- Twee-factor-authenticatie via authenticator-apps, e-mail, Duo, YubiKey, en FIDO U2F
- Bestandsbijlagen
- TOTP sleutelopslag en codegenerator
- Rapporten van datalekken en controles op gelekte wachtwoorden via Have I Been Pwned?[13]
- Cross-platform-client-applicaties
- De mogelijkheid om het platform zelf te hosten.
- Inloggen met Single Sign-On